# 王狼たちの戦旗
『王狼たちの戦旗』（おうろうたちのせんき、A Clash of Kings）は、ジョージ・R・R・マーティン著のファンタジー小説シリーズである『氷と炎の歌』の第2部である。1999年のローカス賞 ファンタジイ長篇部門を受賞している。
2012年に放送された(日本では2013年に放送)、HBOのテレビシリーズ『ゲーム・オブ・スローンズ』の第2シーズンの原作となっている。

## あらすじへの手引き
『氷と炎の歌』シリーズは、中世ヨーロッパを思い起こさせるが、魔法が実在し、ひとつの季節が何年も続く架空の世界を舞台とし、混乱の中にある王国の玉座を巡る争いを追う。物語には三つの筋がある。ウェスタロス大陸における〈鉄の玉座〉を巡っての内戦、ウェスタロス北部の〈壁〉における極北からの侵略との戦い、そして東の大陸エッソスにおける、ターガリエン家の〈鉄の玉座〉復帰を目指す探求である。

## あらすじ
本シリーズの第1部から第3部には岡部宏之による旧版と、酒井昭伸による新訳語を用いた改訂新版が存在し、両版の間では多くの名称の日本語訳が変更されているため、以下においては新訳語を用い、最初に使用された箇所では括弧内に旧訳語を示す。
『王狼たちの戦旗』は『七王国の玉座』の終了時点から始まる。七王国は内戦に悩まされ、〈冥夜の守人〉(〈夜警団〉)は、〈壁〉の北側に住む謎の〈野人〉(〈野性人〉)を調査するために偵察部隊を送る。一方はるか東方では、デナーリス(デーナリス)・ターガリエンが七王国を征服するための探求を続ける。

### 七王国において
鉄の玉座を巡る内戦〈五王の戦い〉はさらに複雑化する。『七王国の玉座』で最初に玉座を宣言したのはジョフリー・バラシオン、レンリー・バラシオンそしてロブ・スタークであったが、ベイロン(バロン)・グレイジョイもまた鉄諸島の王であると宣言して北部の西岸に大規模な攻撃を仕掛け、〈五王の戦い〉の第四の王となる。スターク家の本拠地ウィンターフェルでは、ロブの弟のブランが昏睡状態から目覚めて城の指揮をとる。ジョジェンとミーラ(メーラ)・リードが〈灰色沼の物見城〉(グレイウォーター監視所)からやってきてブランの友となる。二人はブランの見る奇妙な〈三つ目の鴉〉の夢に興味を抱く。
ウェスタロスでは無名だが、東方では深く奉ぜられている神、ル=ロール(ルラー)の女祭司である、アッシャイ出身のメリサンドルに背中を押され、亡きロバート王の弟でレンリーの兄スタニス(スタンニス)・バラシオンはウェスタロスの王であることを宣言して、第五の王となる。伝統に従えば年長のスタニスが有力なはずだが、優勢な軍を抱えるレンリーは引き下がらない。共通の敵ラニスター家に対するスターク-バラシオン同盟を話し合うために、キャトリン(ケイトリン)・スタークはレンリーとスタニスとの会談に同席する。会談は失敗し、キャトリンとブライエニー (ブリエンヌ)の目の前で、奇妙な影がレンリーを殺す。下手人だと疑われ、ケイトリンとブライエニーは逃亡する。タイレル(ティレル)家を除き、レンリーの支持者の多くはスタニスの側につく。メリサンドルがふたたび影を生み落として城代を殺し、レンリーの本拠地ストームズエンドは陥落する。
ティリオン・ラニスターはキングズランディングに到着して、甥であるジョフリーの宰相である〈王の手〉に就任する。ティリオンは、姉サーセイに対する陰謀をめぐらせながらも、王都の防御を固め、甥ジョフリーの玉座を守るために他の名家との交渉に入る。タイレル家と交渉するためにリトルフィンガーを送りだす。メイス・タイレル公は、先にレンリーと結婚していた娘のマージェリーをジョフリーに嫁がせることを承知し、タイレル家が味方になる。さらにジョフリーの妹ミアセラ王女をプリンス・トリスタン・マーテルと婚約させ、マーテル家とも同盟する。
父ベイロンに認めてもらうために、かつてスターク家の里子でありロブの親友でもあったシオン・グレイジョイは、30人にも満たない軍勢でウィンターフェル城を占領し、ブランとリコンを捕える。だがブランとリコンは逃げ出す。シオンは農民の子を二人殺してその顔の皮を剥ぎ、ブランとリコンに見せかける。スターク家の味方は怒り、ボルトン家からの助勢を得てウィンターフェル城を包囲する。だがシオンはボルトン家の私生児ラムジー(ラムゼイ)・スノウと謀り、ボルトンの兵士たちは包囲軍を打ち破る。ボルトン勢は入城後シオンを裏切ってウィンターフェルを破壊する。
ブランとリコンは隠れて生きており、スターク家の血を守るために、メイスター(マイスター)・ルーウィンは二人に別々の道を行くよう諭す。元〈野人〉で城の召使のオシャは、リコンを安全な場所に連れていくことを承知する。ブランはミーラとジョジェンそしてホーダーとともに〈壁〉の北に旅することにする。
ロブ・スタークは軍を西部に率い、ラニスター軍を何度も破る。タイウィン・ラニスターはキングズランディングへの脅威を知って撤退する。
アリアは男の子を装い、ヨーレンに率いられたジェンドリーら〈冥夜の守人〉の新入りに加わって北に旅する。だがラニスター家に捕えられてハレンの巨城(ハレンホール)に連れて行かれ、今度は農民の少女を装う。謎の男ジャクェン・フ=ガー(ジャケン・フガー)は、命を救われた礼として、アリアの望む3人を殺すと申し出て、2人を殺す。3人目を選ぶ代わりに、ジャクェンにスターク家の味方を解放させ城を奪う。ジャクェンはアリアにコインを贈り、助けが欲しい時にはブレーヴォスの人間に"ヴァラー・モルグリス"("ヴァラール・モルグリス")と言うよう教える。ルース・ボルトン公が到着し、アリアは小姓となるがすぐに脱走する。
スタニスの軍勢がキングズランディングを陸と海から攻める。ティリオンは川に鎖を渡して退路を断ち、ギリシャ火薬のような物質である〈炎素〉によって川面に火を付けてスタニスの海軍を殲滅する。そこにタイウィンとタイレル家の軍勢が到着し、陸軍を打ち破る。スタニスは残ったわずかな兵と脱出する。だがティリオンは味方の騎士に不意打ちを受け重傷を負う。

### 〈壁〉において
〈冥夜の守人〉の偵察隊は〈壁〉の北に向かう。無秩序なはずの〈野人〉たちが、〈壁の向こうの王〉マンス・レイダーの下で団結していることを知る。〈冥夜の守人〉は〈最初の人々の拳〉として知られる砦の廃墟に向かう。総帥(司令官) ジオー・モーモントはジョン・スノウと二本指のクォリン(クォリン・ハーフハンド)を〈風哭きの峠道〉(風笛峠)の前方偵察に送りだす。
スノウとクォリンは〈野人〉の戦士に追われることになる。敗北を覚悟したクォリンは、脱走者を装って降参し、〈野人〉の中に潜入するようスノウに命じる。スノウは変節を確かめるためにクォリンと戦わされ、大狼ゴーストに助けられてクォリンを殺す。スノウは何万人もの〈野人〉がライダーに率いられて〈壁〉に向かっていることを知る。

### 東方では
デナーリス・ターガリエンは、ジョラー・モーモントを含むわずかな味方と3頭の生まれたばかりのドラゴンとともに、〈赤い土地〉を通って東に困難な旅をする。大貿易都市クァース(カース)でドラゴン達は驚異の的となるが、ウェスタロスの玉座の奪還の助力は得られない。〈不死者の家〉において、クァースの強力な黒魔導師(黒魔術師)がデナーリスに多くの幻を見せ、デナーリスは脅威にさらされる。ドラゴンが〈不死者の家〉を焼き払い、クァース人の敵意を招く。港でデナーリスが暗殺されそうになるが、ストロング・ベルウァスという太った宦官戦士とその従士(従者)である老戦士アースタン・ホワイトベアードに救われる。二人はイリリオ・モパティスに仕えており、デナーリスをペントスに連れ戻すために来ている。デナーリス一行はイリリオの船でクァースを離れる。

## 視点人物
物語は9人の視点人物の目を通して描かれ、章には視点人物の名がつけられている。
- プロローグ:メイスター・クレッセン、ドラゴンストーンのメイスター
- ティリオン・ラニスター、タイウィン・ラニスターの末息子、小人、サーセイ王妃とジェイミー(ジェイム)の弟
- レディ・キャトリン・スターク、 タリー家出身、ウィンターフェル公エダード・スタークの未亡人
- サー・ダヴォス・シーワース、〈玉葱の騎士〉、密輸業者であったがスタニス・バラシオン王に仕える騎士になった
- プリンセス・サンサ・スターク、エダード・スタークとキャトリン・スタークの長女、キングズランディングで〈鉄の玉座〉の王に囚われとなる
- プリンセス・アリア・スターク、エダード・スタークとキャトリン・スタークの末娘、行方不明になり死亡したとみなされる
- プリンス・ブラン・スターク、エダード・スタークとキャトリン・スタークの二番目の息子であり、ウィンターフェルと北の王国の世継ぎ
- ジョン・スノウ、エダード・スタークの私生児で〈冥夜の守人〉の一員
- シオン・グレイジョイ、〈海の石の御座〉(〈海の石の玉座〉)の世継ぎでありエダード・スタークのかつての被後見人
- デナーリス・ターガリエン女王、ストームボーン、ターガリエン王朝の世継ぎ

## 日本語版

### 改訂新版
- 『王狼たちの戦旗』（ハヤカワ文庫　改訂新版）上下巻　岡部宏之訳、早川書房 (用語・固有名詞を酒井訳に改めたもの)
  - (上巻) ISBN 4150118582、ISBN 978-4150118587、2012年6月22日刊行
  - (下巻) ISBN 4150118590、ISBN 978-4150118594、2012年6月22日刊行
- 『王狼たちの戦旗』（Kindle　改訂新版）上下巻　岡部宏之訳、早川書房 (用語・固有名詞を酒井訳に改めたもの)
  - (上巻) 2012年6月25日刊行
  - (下巻) 2012年6月25日刊行

### 絶版
- 『王狼たちの戦旗』（上下巻） 岡部宏之訳、早川書房
  - （上巻） ISBN 4152085975 、ISBN 978-4152085979、2004年刊行
  - （下巻） ISBN 4152085983 、ISBN 978-4152085986、2004年刊行

- 『王狼たちの戦旗』（ハヤカワ文庫版 全5巻） 岡部宏之訳、早川書房
  - （第一巻） ISBN 4150116040 、ISBN 978-4150116040、2007年刊行
  - （第二巻） ISBN 4150116083 、ISBN 978-4150116088、2007年刊行
  - （第三巻） ISBN 415011613X 、ISBN 978-4150116132、2007年刊行
  - （第四巻） ISBN 4150116172 、ISBN 978-4150116170、2007年刊行
  - （第五巻） ISBN 4150116245 、ISBN 978-4150116248、2007年刊行

## ドラマ
本作を原作として、HBOのドラマ・シリーズとして『ゲーム・オブ・スローンズ』の第二シーズンが製作され、日本では2013年にスター・チャンネルで放送された。第二シーズンでは原作との差異が第一シーズンと比べ大きくなる。第二シーズンでは主に以下のような差異が原作との間に存在する。
- ミーラ・リードおよびジョジェン・リードの姉弟は登場せず、第三シーズンで登場する。
- シオン・グレイジョイはウィンターフェルを奪取するが、敵軍が迫る中で味方の鉄諸島人に昏倒させられる。ラムジー・スノウは登場せず、第三シーズンで登場する。ウィンターフェルは何者かに焼かれている。
- アリア・スタークはハレンの巨城において、ルース・ボルトンではなくタイウィン・ラニスターに身分を偽りつつ小姓として仕える。
- 原作では第三部で登場するジェイン・ウェスタリングは登場せず、代わりにヴォランティス出身の治療師の女性タリサが第二シーズンで登場し、ロブ・スタークと恋に落ち、結婚する。
- クァースの港におけるデナーリス・ターガリエンの暗殺の試みは第三シーズンでアスタポアでの事件として起こり、サー・バリスタン・セルミーが最初から身分を明かして登場するが、ストロング・ベルウァスは登場しない。